# Ciclismo nos Jogos Olímpicos de Verão de 2016 - Keirin masculino
A prova de keirin masculino do ciclismo nos Jogos Olímpicos de Verão de 2016 foi disputada no dia 16 de agosto no Velódromo Municipal do Rio.

## Calendário
Horário local (UTC-3)
| Dia          | Horário | Fase                       |
| ------------ | ------- | -------------------------- |
| 16 de agosto | 16:00   | Primeira rodada Repescagem |
| 16 de agosto | 17:12   | Semifinais                 |
| 16 de agosto | 17:44   | Final                      |

## Medalhistas
| Ouro   | GBR Jason Kenny       |
| Prata  | NED Matthijs Büchli   |
| Bronze | MAS Azizulhasni Awang |

## Resultados

### Qualificação
Os dois primeiros de cada bateria avançam para as semifinais. Os demais disputam a repescagem.
| Pos. | Ciclista               | Tempo  | Notas |
| ---- | ---------------------- | ------ | ----- |
| 1    | FRA Michaël D'Almeida  |        | Q     |
| 2    | GER Joachim Eilers     | +0.123 | Q     |
| 3    | NED Theo Bos           | +0.387 |       |
| 4    | GRE Christos Volikakis | +0.467 |       |
| 5    | AUS Patrick Constable  | +0.637 |       |
| 6    | KOR Im Chae-bin        | +0.859 |       |

| Pos. | Ciclista              | Tempo    | Notas |
| ---- | --------------------- | -------- | ----- |
| 1    | NZL Sam Webster       |          | Q     |
| 2    | NED Matthijs Büchli   | +0.034   | Q     |
| 3    | FRA François Pervis   | +0.035   |       |
| 4    | POL Krzysztof Maksel  | +0.378   |       |
| 5    | MAS Azizulhasni Awang | +0.484   |       |
| 6    | GBR Callum Skinner    | +1.069   |       |
| 7    | VEN Ángel Pulgar      | REL [R2] |       |

| Pos. | Ciclista              | Tempo    | Notas |
| ---- | --------------------- | -------- | ----- |
| 1    | POL Damian Zieliński  |          | Q     |
| 2    | AUS Matthew Glaetzer  | +0.033   | Q     |
| 3    | KOR Kang Dong-jin     | +0.063   |       |
| 4    | NZL Eddie Dawkins     | +0.076   |       |
| 5    | JPN Kazunari Watanabe | +0.155   |       |
| 6    | CZE Pavel Kelemen     | +0.214   |       |
| 7    | RUS Denis Dmitriev    | REL [R1] |       |

| Pos. | Ciclista              | Tempo  | Notas |
| ---- | --------------------- | ------ | ----- |
| 1    | GBR Jason Kenny       |        | Q     |
| 2    | COL Fabián Puerta     | +0.014 | Q     |
| 3    | GER Maximilian Levy   | +0.103 |       |
| 4    | CAN Hugo Barrette     | +0.110 |       |
| 5    | USA Matthew Baranoski | +0.237 |       |
| 6    | JPN Yuta Wakimoto     | +0.345 |       |
| 7    | VEN Hersony Canelón   | +0.986 |       |

- R1  Desclassificado por descer em direção ao interior da pista e forçar outro competidor para fora.
- R2  Desclassificado e advertência por se deslocar para o interior da pista quando um rival já estava lá.

### Repescagem
O vencedor de cada bateria se qualifica para as semifinais.
| Pos. | Ciclista              | Tempo  | Notas |
| ---- | --------------------- | ------ | ----- |
| 1    | MAS Azizulhasni Awang |        | Q     |
| 2    | CAN Hugo Barrette     | +0.038 |       |
| 3    | NED Theo Bos          | +0.079 |       |
| 4    | CZE Pavel Kelemen     | +0.180 |       |

| Pos. | Ciclista              | Tempo  | Notas |
| ---- | --------------------- | ------ | ----- |
| 1    | FRA François Pervis   |        | Q     |
| 2    | JPN Yuta Wakimoto     | +0.075 |       |
| 3    | NZL Eddie Dawkins     | +0.114 |       |
| 4    | VEN Ángel Pulgar      | +0.378 |       |
| 5    | AUS Patrick Constable | +1.090 |       |

| Pos. | Ciclista              | Tempo  | Notas |
| ---- | --------------------- | ------ | ----- |
| 1    | POL Krzysztof Maksel  |        | Q     |
| 2    | KOR Im Chae-bin       | +0.047 |       |
| 3    | KOR Kang Dong-jin     | +0.123 |       |
| 4    | JPN Kazunari Watanabe | +0.485 |       |
| 5    | VEN Hersony Canelón   | +1.237 |       |

| Pos. | Ciclista               | Tempo    | Notas |
| ---- | ---------------------- | -------- | ----- |
| 1    | GRE Christos Volikakis |          | Q     |
| 2    | RUS Denis Dmitriev     | +0.066   |       |
| 3    | USA Matthew Baranoski  | +0.640   |       |
| 4    | GER Maximilian Levy    | +1.277   |       |
| 5    | GBR Callum Skinner     | REL [R3] |       |

- R3  Desclassificado por entrar na pista do velocista quando o adversário já estava lá.

### Semifinais
Primeiros três ciclistas de cada bateria se qualificam para a final; o restante avança para a disputa do sétimo ao décimo segundo lugar.
| Pos. | Ciclista               | Tempo  | Notas |
| ---- | ---------------------- | ------ | ----- |
| 1    | GBR Jason Kenny        |        | Q     |
| 2    | NED Matthijs Büchli    | +0.261 | Q     |
| 3    | MAS Azizulhasni Awang  | +0.271 | Q     |
| 4    | AUS Matthew Glaetzer   | +0.325 |       |
| 5    | GRE Christos Volikakis | +0.482 |       |
| 6    | FRA Michaël D'Almeida  | +1.088 |       |

| Pos. | Ciclista             | Tempo  | Notas |
| ---- | -------------------- | ------ | ----- |
| 1    | GER Joachim Eilers   |        | Q     |
| 2    | POL Damian Zieliński | +0.071 | Q     |
| 3    | COL Fabián Puerta    | +0.073 | Q     |
| 4    | POL Krzysztof Maksel | +0.130 |       |
|      | FRA François Pervis  | +0.137 |       |
| 6    | NZL Sam Webster      | +1.524 |       |

### Finais

#### Final (7–12)
| Pos. | Ciclista               | Tempo  | Notas |
| ---- | ---------------------- | ------ | ----- |
| 7    | NZL Sam Webster        |        |       |
| 8    | FRA Michaël D'Almeida  | +0.009 |       |
| 9    | POL Krzysztof Maksel   | +0.107 |       |
| 10   | AUS Matthew Glaetzer   | +0.322 |       |
| 11   | FRA François Pervis    | +0.406 |       |
| 12   | GRE Christos Volikakis | +0.514 |       |

#### Final (1–6)
| Pos.              | Ciclista              | Tempo  | Notas |
| ----------------- | --------------------- | ------ | ----- |
| Medalha de ouro   | GBR Jason Kenny       |        |       |
| Medalha de prata  | NED Matthijs Büchli   | +0.040 |       |
| Medalha de bronze | MAS Azizulhasni Awang | +0.085 |       |
| 4                 | GER Joachim Eilers    | +0.110 |       |
| 5                 | COL Fabián Puerta     | +0.113 |       |
| 6                 | POL Damian Zieliński  | +0.594 |       |